# Plusiophaes albirena
Plusiophaes albirena là một loài bướm đêm trong họ Noctuidae.